# Рорайма (гора)
Гора Рорайма (ісп. і порт. Monte Roraima) — найвища вершина масиву плоских гір Східні Тепуї на кордоні Венесуели, Бразилії і Гаяни. Рорайма — найвища вершина Гаяни, хоча Венесуела і Бразилія мають вищі гори.

## Географія

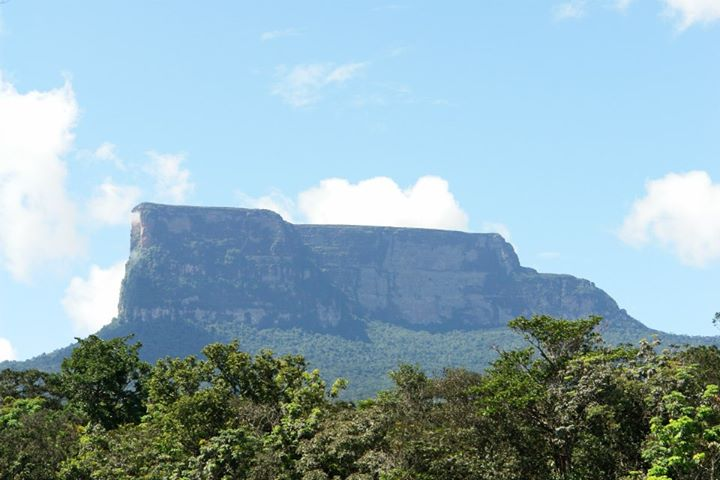
Краєвид гори Рорайма

Рорайма — плато складене з пісковика, що підноситься вище за навколишні саванни й ліси та позначає «Потрійний Пункт», точку розділу трьох країн, яка підноситься на висоту 2810 метрів над рівнем моря. Вершина розташована в південно-східному куті венесуельського національного парку Канайма (ісп. Canaima) площею 30 тис. км². Плоскі гори парку вважаються одними з найстаріших геологічних утворень на Землі, датовані Докембрійською ерою, близько двох мільярдів років тому.